# Louise Dubiel
Louise Dubiel (Vesterbro, 1985) è una cantante danese.

## Biografia
Louise Dubiel è salita alla ribalta nel 2009 con la sua partecipazione al talent show di TV 2 Talent. È stata costretta a ritirarsi prima della finale, dopo aver accettato un contratto discografico con la Universal Music Denmark.
L'anno successivo è uscito il suo singolo di debutto, Forpulet perfekt, che ha raggiunto la 13ª posizione della Track Top-40 e che è stato certificato disco d'oro dalla IFPI Danmark per aver venduto più di 15 000 copie a livello nazionale. Ha anticipato l'album Alle kneb gælder, che ha debuttato al 39º posto in classifica.
Nel 2013 ha partecipato al Dansk Melodi Grand Prix, il programma di selezione del rappresentante danese per l'Eurovision Song Contest, dove ha presentato il brano Rejs dig op, non qualificandosi tuttavia per la finale a tre.

## Discografia

### Album in studio
- 2010 – Alle kneb gælder
- 2015 – De nye superhelte
- 2016 – Månedssange - skitser

### EP
- 2013 – Rigtig forkert

### Singoli
- 2010 – Forpulet perfekt
- 2012 – 10.000 måder
- 2012 – Oh Boy!
- 2013 – Rejs dig op
- 2013 – Pigeven
- 2014 – Kære Annika
- 2016 – Lad os lade som om
- 2016 – Måske er det helt i orden
- 2016 – I nat
- 2017 – Store stygge ulv
- 2017 – Tidligt i seng
- 2017 – Det nye år
- 2020 – En kvinde i evig længsel
- 2020 – Angelina